# Stiftskirche (Römhild)

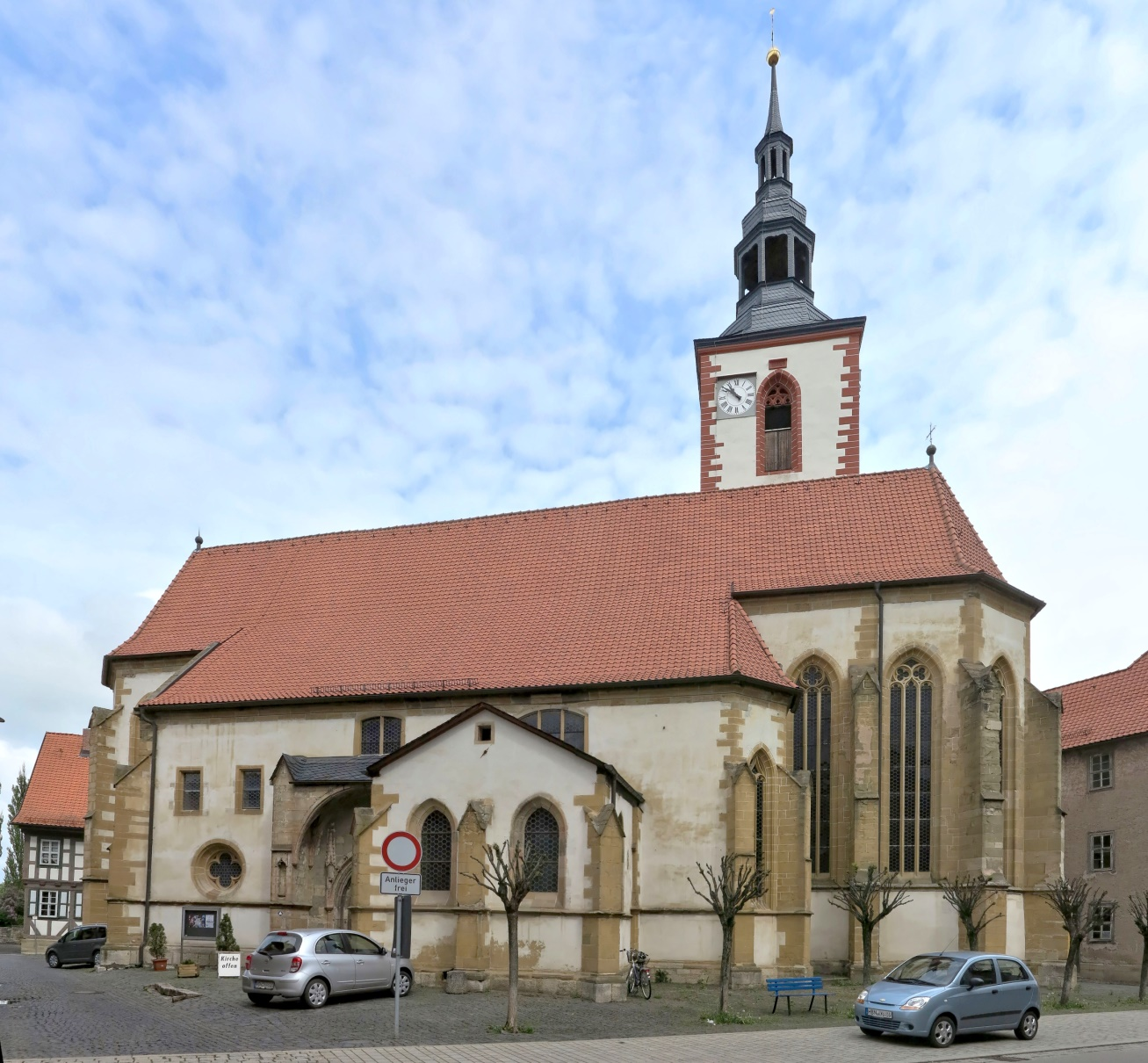
Stiftskirche Römhild

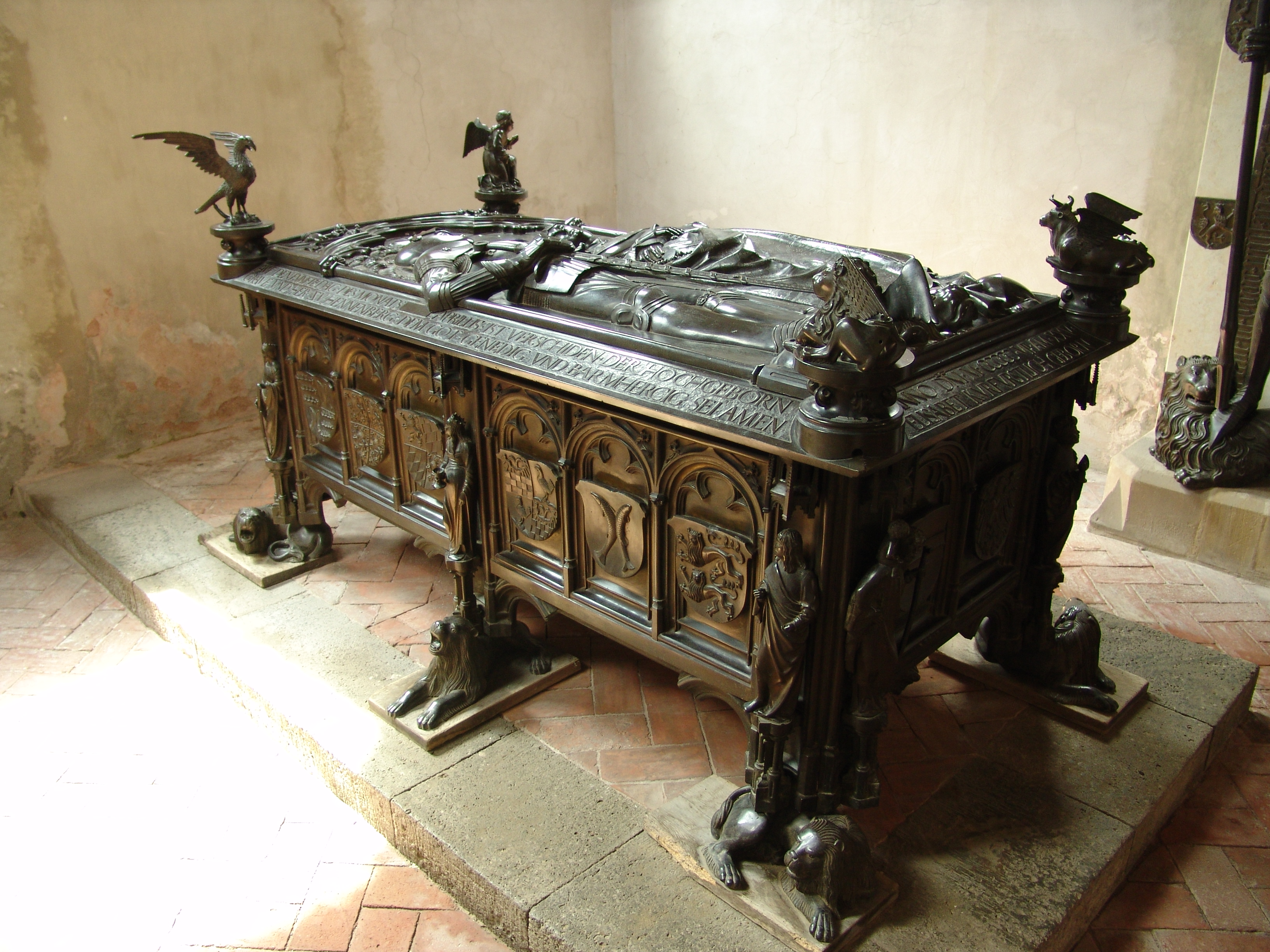
Sarkophag des Henneberger Grafenpaares Hermann VIII. und Elisabeth von Brandenburg

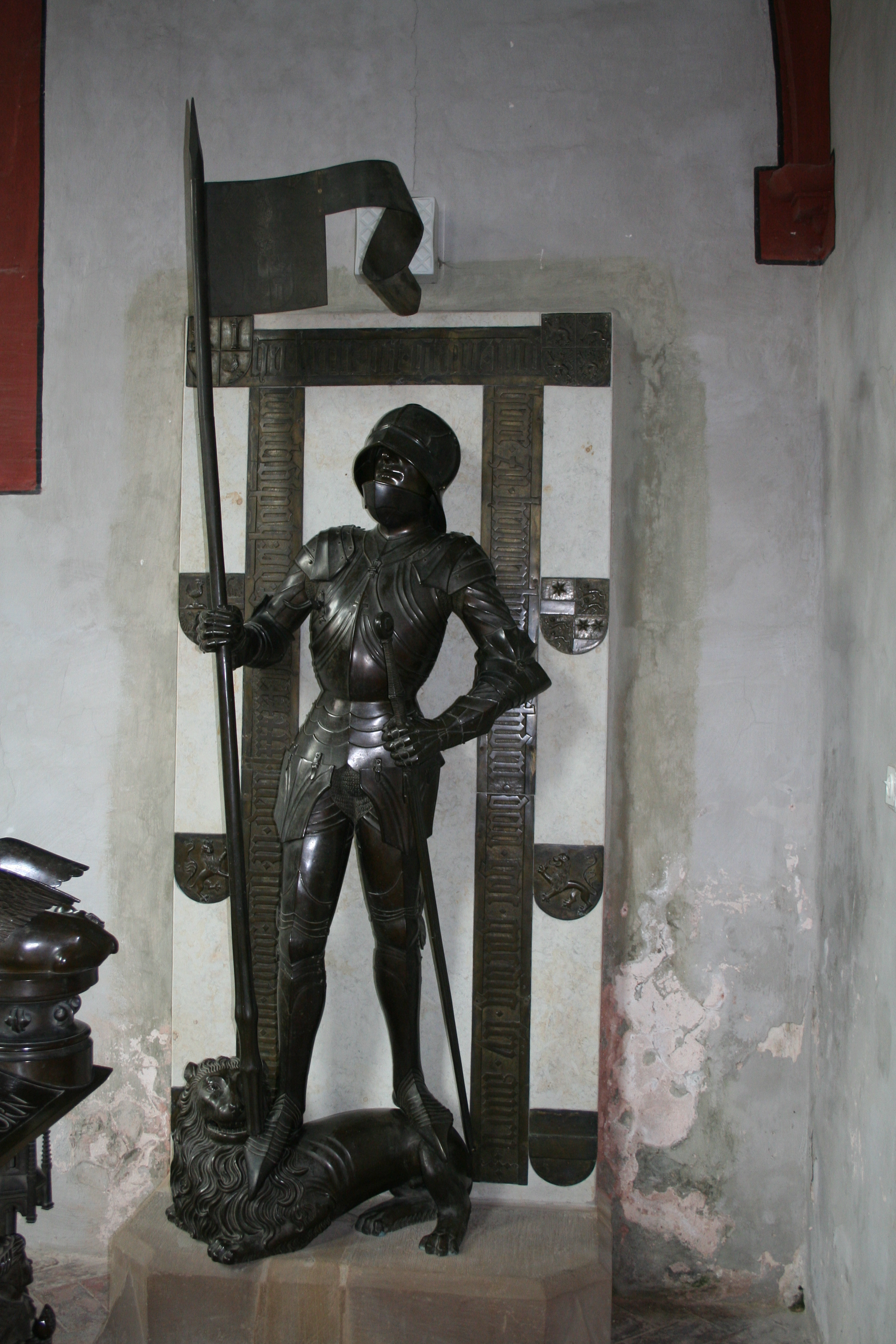
Statue von Otto IV.von Henneberg

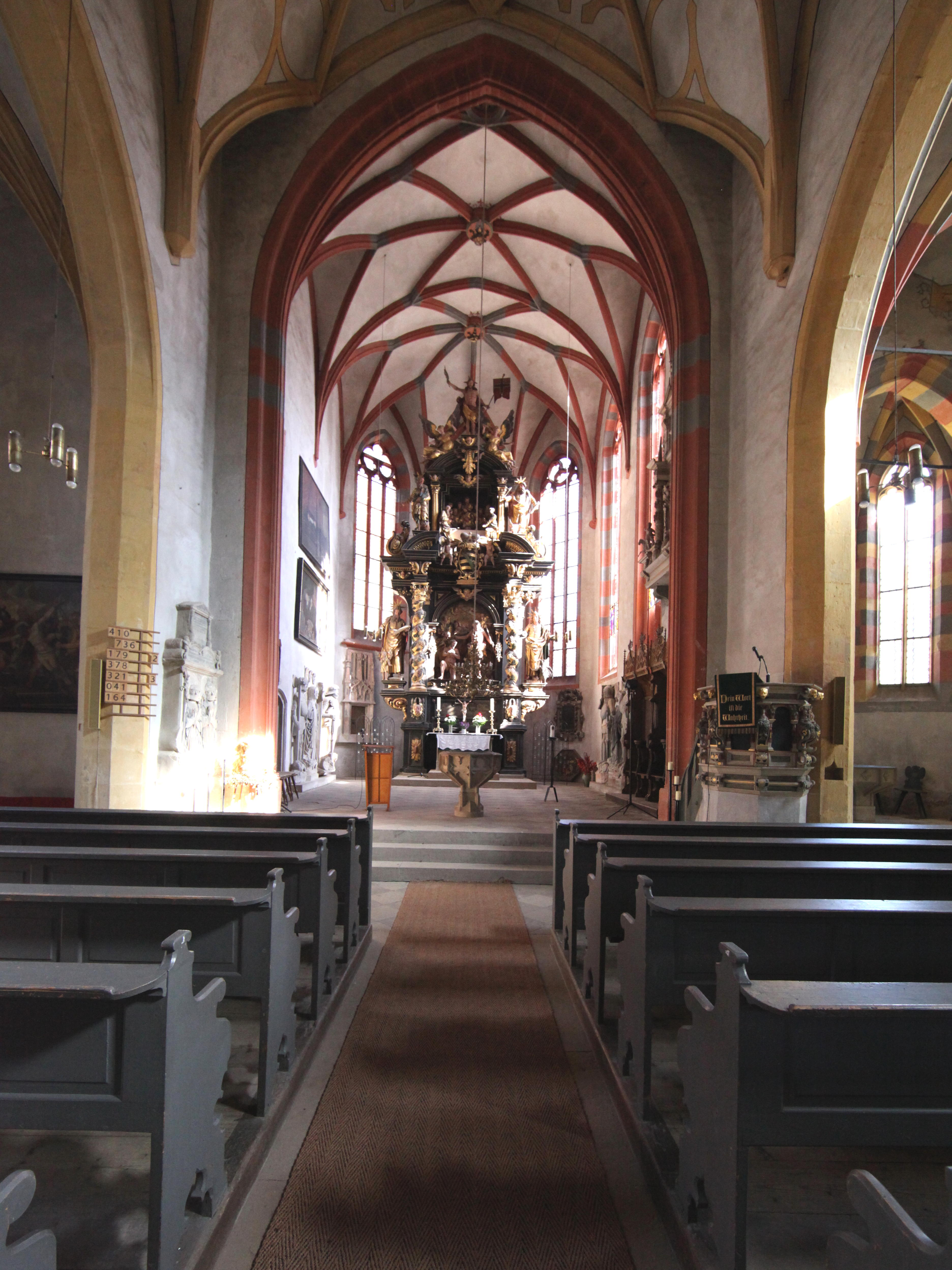
Ostchor

Die Stiftskirche zu Römhild ist die evangelisch-lutherische Pfarrkirche, die auf das Patrozinium Jungfrau Maria und Johannes dem Täufer geweiht wurde. Sie stammt in ihrer heutigen Gestalt größtenteils aus dem Jahr 1470.

## Geschichte
Die Stiftskirche wurde im Jahre 1341 erstmals urkundlich erwähnt. Anfang des 15. Jahrhunderts genehmigte der Würzburger Bischof Römhild eine eigene, selbstständige Pfarrei. Mitte des 15. Jahrhunderts schuf der Landesherr Graf Georg I. von Henneberg der Aschacher Linie, unter dessen Patronat die Kirche stand, zwölf Priesterstellen zur Berufung von Stiftsherren, um zusammen mit anderen vermögenden Familien ein Kollegiatstift zu begründen. Im Jahr 1450 erhob Würzburger Bischof Gottfried das Gotteshaus zur Stiftskirche. In der Folge entstand bis 1470 eine neue Hallenkirche. Ab 1465 nutzten die Henneberger das Gotteshaus als Hof- und Begräbniskirche. Unter dem letzten Henneberger Grafen der Aschacher Linie Graf Berthold XVI., der 1549 starb, wurde 1546 die Reformation eingeführt.
Nach der ersten sächsisch-ernestinischen Visitation im Jahr 1556 wurde das Kollegiatstift aufgehoben und aus der Stiftskirche die Hauptpfarrkirche der Stadt. Herzog Johann Casimir ließ 1585 an der Südseite der Kirche einen Anbau errichten. Ein Stadtbrand im Jahr 1609 zerstörte Teile des Turmkopfes, der eine Spitze aus Eichenholz mit einem Schieferdach hatte, und des Kirchendaches. Der Wiederaufbau ab 1610 erfolgte mit der heutigen Turmhaube. Herzog Heinrich veranlasste Ende des 17. Jahrhunderts unter anderem mit einem neuen Hochaltar und einer neuen Orgel eine Änderung der liturgischen Ausrichtung.

## Beschreibung
Die Römhilder Kirche hat noch größtenteils die spätgotische Gestalt ihrer Fertigstellung im Jahr 1470. Es ist eine dreischiffige Staffelhallenkirche mit drei Jochen im Langhaus. Das Mittelschiff des Langhauses endet beidseitig in Chorräumen. Rippengewölbe, auf hohen, achteckigen Pfeilern ruhend, überspannen das Langhaus. Im Ostchor befindet sich ein großer Altar und im Westchor eine Empore, die ursprünglich der Platz des Fürstenstuhls war und seit 1680 die Orgel trägt. Im Erdgeschoss befindet sich die Eingangshalle des westlichen Kirchenportals. Eine steinerne Inschrift über diesem bezeugt den Bau der Kirche und der Stiftung. Der rund 48 Meter hohe Kirchturm steht am Ende des nördlichen Seitenschiffes neben dem Ostchor. Er hat als oberen Abschluss eine Haube mit doppeltem, verschiefertem Arkadenaufsatz und welscher Haube sowie Turmzier mit Turmknopf und Wetterfahne. Vier Bronzeglocken, die älteste aus dem Jahr 1610, hängen in dem Turm. Im Sockelgeschoss des Turms befindet sich die Sakristei, die auch ein Rippengewölbe hat.
Im Jahr 1965 wurden im Rahmen einer Sanierung Teile der neugotischen Emporen und des Gestühls sowie die Kanzel entfernt. Die farbige Fassung aus dem 15. Jahrhundert wurde rekonstruiert.

## Ausstattung
Die barocke Orgel errichtete von 1680 bis 1682 der Gothaer Orgelbaumeister Johann Moritz Weiße mit 25 Registern, zwei Manualwerken und Pedal. Den Prospekt schuf der Römhilder Hoftischler Esajas Sterzing. Der Schleusinger Orgelbauer Theodor Kühn baute 1866 das Instrument um und entfernte dabei das Rückpositiv. Im Jahr 1980 erfolgte durch die Bautzner Orgelbauwerkstatt Eule eine Restaurierung, wobei der ursprüngliche Zustand weitestgehend wiederhergestellt wurde.
Im Ostchor steht ein barocker Hochaltar von 1692, geschnitzt von Johann Adam Lux aus Neustadt an der Saale und bemalt von dem Hofmaler J. Gedeler aus Bayreuth. Mittig zeigt der Altar die Taufe Jesu durch Johannes den Täufer und den geöffneten Himmel mit der Taube. Darunter befindet sich ein Vers aus Psalm 111.4. Darüber ist die Gruppe der Jünger mit Jesu in ihrer Mitte dargestellt. Den oberen Abschluss bildet eine Christusfigur als der Auferstandene mit der Siegesfahne. Seitlich um die Darstellungen sind die vier Evangelisten mit ihren Symbolen angeordnet. Außerdem befinden sich im Ostchor steinerne Grabplatten der Grafen von Henneberg, ein Chorgestühl aus der Zeit des Chorherrenstiftes, sowie Tafel- und Glasmalereien aus der Zeit der Kirchengründung.
Zu den besonderen Ausstattungsstücken gehören die bronzenen Grabdenkmäler der Henneberger Grafen, die aus der Werkstatt des Nürnberger Erzgießers Peter Vischer dem Älteren und seiner Söhne kamen. Die Denkmale sind zwischen 1488 und 1510 entstanden und befinden sich seit 1735 in der Taufkapelle. Es sind eine Statue von Otto IV. von Henneberg und die Tumba für Hermann VIII. von Henneberg und dessen Gattin Elisabeth von Brandenburg, ein Werk aus der frühen Renaissancezeit, das insgesamt 16 Wappen trägt.
Während des Bestehens des Stiftes entstand eine Bibliothek. Die historische Kirchenbibliothek umfasst heute 846 Titel, von denen 196 im 16. Jahrhundert erschienen sind.